# فیبر توخالی
فیبرهای توخالی (به انگلیسی: Hollow Core Fibers) از انواع فیبرهایی هستند که نور را از هستهٔ توخالی خود عبور می‌دهند. این فیبرها طوری طراحی شده‌اند که مانند آینه عمل می‌کنند و نور را به داخل فیبر منعکس می‌کنند (بازگشت نور به داخل هسته). کم‌کم خط نوری محو می‌شود و در غلاف نفوذ می‌کند. خواص نوری بر انتقال نور در فیبر تأثیر می‌گذارد.
به‌طور کلی فیبر توخالی نسبت به فیبرهایی با هستهٔ جامد تلفات بسیار کمتری دارد. برای مثال در طول موج ۱٫۵ mμ اتلاف حدود dβ/km ۲ است.
می‌توان از مواد مختلفی استفاده کرد که خواص نوری ضعیفی داشته باشد اما خواص جذاب دیگری داشته باشد. مانند خواص مکانیکی یا خواص حرارتی.

## پدیدهٔ بازتاب کلی
پدیدهٔ بازتاب کلی TIR فیبرها بیشترین و رایجترین پدیده مورد استفاده در فیبرها است؛ و در اکثر فیبرها اتفاق می‌افتد. در سال ۱۹۵۶ میلادی لری کورتیس اولین فیبر موفقیت‌آمیز با هستهٔ شیشه‌ای و غلاف شیشه‌ای را ساخت.
فیبرهای نوری بر اساس پدیدهٔ بازتاب کلی عمل می‌کنند؛ و ضریب شکست هستهٔ فیبر از ضریب شکست غلاف بیشتر است. تصور کنید پرتوی نوری به مرز بین هسته و غلاف برخورد می‌کند. اگر زاویهٔ تابش برابر زاویهٔ بحرانی باشد پدیده بازتاب کلی رخ می‌دهد و کل نور به داخل هسته بازتاب می‌شود.

## هدایت موج توسط بازتاب در یک محدوده قابل هدایت
این دسته از موجبرها یک هسته تو خالی دارند که توسط یک مرزی(conducting) احاطه شدند که مانند یک آینه عمل می‌کند و نور منعکس شده را به مرکز هسته هدایت می‌کند. هادی‌ها خواص انعکاسی را دارا هستند (اما نه به‌طور کامل). حدود ۹۰٪ را منعکس می‌کنند که این غیرمعمول نیست.